# Agua Hedionda, Oaxaca
Agua Hedionda är en ort i Mexiko.   Den ligger i kommunen Santa María Huatulco och delstaten Oaxaca, i den sydöstra delen av landet, 500 km sydost om huvudstaden Mexico City. Agua Hedionda ligger 231 meter över havet och antalet invånare är 170.
Terrängen runt Agua Hedionda är kuperad åt nordost, men åt sydväst är den platt. Runt Agua Hedionda är det ganska tätbefolkat, med 60 invånare per kvadratkilometer. Närmaste större samhälle är Crucecita, 17,8 km sydost om Agua Hedionda. I omgivningarna runt Agua Hedionda växer i huvudsak lövfällande lövskog.